# Коста Ніна
Ніна Коста (Ніна Олександрівна Костарєва; нар.. 7 листопада 1941, Ужгород, Угорська держава) — радянська естрадна співачка (меццо-сопрано). Виконавиця популярних пісень: «А любов залишається жити» (Борис Шапіро — Сергій Островий), «Друга молодість» (Олександр Морозов — Михайло Рябінін), «Сумна пісня» (М.Ліфшиць — А.Тер-Акопян), «Тополя» (Станіслав Пожлаков — Гліб Горбовський) та інші.

## Біографія
У 1965 році Ніна Костарєва закінчила Львівську консерваторію. Дебют співачки відбувся у Буковинському ансамблі пісні і танцю. Потім співала в Махачкалінському ВІА «Гуніб». Звернула на себе увагу в кінці 1960-х як актриса Ленінградського мюзик-холу, у складі якого в 1969 році виконала пісню «Гусарська балада» (С. Пожлаков — Л Лучкін) на концерті в легендарному паризькому залі «Олімпія». Ніна Коста — лауреат молодіжного фестивалю політичної пісні в Сочі (1969), міжнародного телевізійного фестивалю в Ростоку «Шлягер-70». Учасниця Дрезденського міжнародного фестивалю шлягерів в 1971 році. У 1974 році переїхала до Москви. Виступала в дуеті з Юлієм Слободкіним. Співпрацювала з ВІА «Від серця до серця» та «Синій птах». Закінчила кар'єру солісткою оркестру Леоніда Йосиповича Утьосова.
Живе в Москві.

## Дискографія
- 1974.08/09 Г62-04225-6 «Ленінградські виконавці» — Ніна Коста «Друга молодість»
- М 00346 «Співають ленінградці» — Ніна Коста «Друга молодість»

Сольних платівок немає.